# Liste des centrales électriques en Norvège
Cette page regroupe les principales centrales électriques de la Norvège.

## Centrales hydroélectriques
| Centrale                               | Lieu          | Coordonnées                                              | Puissance (MW) | État         |
| -------------------------------------- | ------------- | -------------------------------------------------------- | -------------- | ------------ |
| Centrale hydroélectrique d'Alta        | Alta          | 69° 42′ 18″ N, 23° 49′ 07″ E                             | 0 150          | En opération |
| Centrale hydroélectrique d'Aura        | Sunndal       |                                                          | 0 290          | En opération |
| Centrale hydroélectrique d'Aurland     | Aurland       |                                                          | 1 128          | En opération |
| Centrale hydroélectrique de Bratsberg  | Trondheim     |                                                          | 0 124          | En opération |
| Centrale hydroélectrique de Brokke     | Valle         |                                                          | 0 330          | En opération |
| Centrale hydroélectrique de Byrte      | Tokke         |                                                          |                | En opération |
| Centrale hydroélectrique d'Evanger     | Voss          |                                                          | 0 330          | En opération |
| Centrale hydroélectrique de Finndøla   | Fyresdal      |                                                          | 0 108          | En opération |
| Centrale hydroélectrique de Fortun     | Luster        |                                                          | 0 254          | En opération |
| Centrale hydroélectrique de Hjartdøla  | Hjartdal      |                                                          | 0 104          | En opération |
| Centrale hydroélectrique de Hylen      | Suldal        |                                                          | 0 160          | En opération |
| Centrale hydroélectrique de Kvilldal   | Suldal        | 59° 29′ 04″ N, 6° 40′ 20″ E ;59° 31′ 44″ N, 6° 39′ 14″ E | 1 240          | En opération |
| Centrale hydroélectrique de Lysebotn   | Forsand       |                                                          | 0 210          | En opération |
| Centrale hydroélectrique de Matre      | Masfjorden    |                                                          | 0 246          | En opération |
| Centrale hydroélectrique de Mauranger  | Kvinnherad    |                                                          | 0 250          | En opération |
| Centrale hydroélectrique de Mår        | Tinn          |                                                          | 0 180          | En opération |
| Centrale hydroélectrique de Nea        | Tydal         |                                                          | 0 175          | En opération |
| Centrale hydroélectrique de Nes        | Nes           |                                                          | 0 250          | En opération |
| Centrale hydroélectrique de Nore       | Nore og Uvdal |                                                          | 0 256          | En opération |
| Centrale hydroélectrique de Nygårds    | Narvik        | 68° 28′ 33″ N, 17° 37′ 33″ E                             | 0 075          | En opération |
| Centrale hydroélectrique de Rana       | Rana          |                                                          | 0 500          | En opération |
| Centrale hydroélectrique de Saurdal    | Suldal        |                                                          | 0 640          | En opération |
| Centrale hydroélectrique de Sildvik    | Narvik        | 68° 24′ 39″ N, 17° 48′ 03″ E                             | 0 072          | En opération |
| Centrale hydroélectrique de Sima       | Eidfjord      |                                                          | 1 120          | En opération |
| Centrale hydroélectrique de Svartisen  | Meløy         |                                                          | 0 600          | En opération |
| Centrale hydroélectrique de Svelgfoss  | Notodden      |                                                          | 0 092          | En opération |
| Centrale hydroélectrique de Såheim     | Rjukan        |                                                          | 0 185          | En opération |
| Centrale hydroélectrique de Tjodan     | Forsand       |                                                          | 0 110          | En opération |
| Centrale hydroélectrique de Tokke      | Tokke         |                                                          | 0 430          | En opération |
| Centrale hydroélectrique de Tonstad    | Tonstad       |                                                          | 0 960          | En opération |
| Centrale hydroélectrique de Tunnsjødal | Namsskogan    |                                                          | 0 176          | En opération |
| Centrale hydroélectrique de Tyin       | Årdal         |                                                          | 0 380          | En opération |
| Centrale hydroélectrique de Tyssedal   | Odda          |                                                          |                | Musée        |
| Centrale hydroélectrique de Vamma      | Østfold       |                                                          | 0 215          | En opération |
| Centrale hydroélectrique de Vinje      | Vinje         |                                                          | 0 300          | En opération |